# Duurzame ontwikkeling

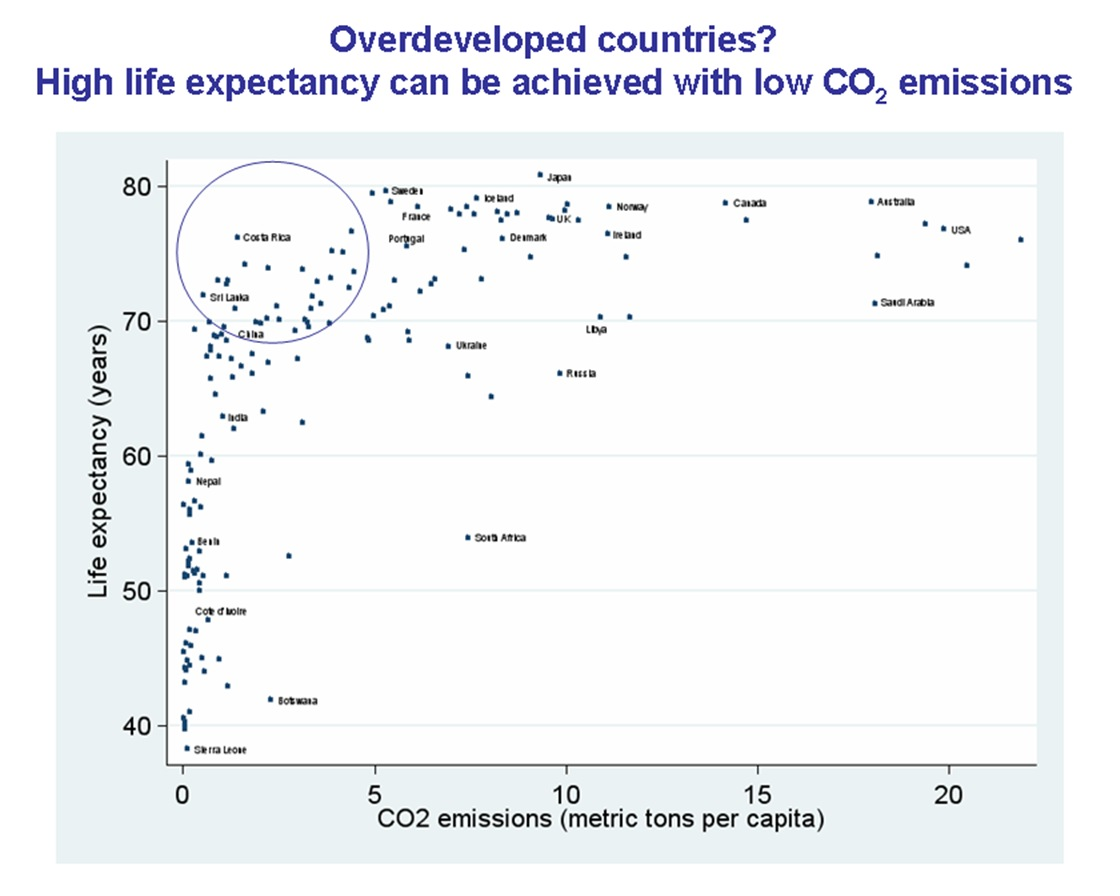
Een hoge levensverwachting kan bereikt worden met een lage CO_{2}-uitstoot, bijvoorbeeld in Costa Rica. Dit land scoort ook hoog op de Happy Planet Index, wat naast levensverwachting ook levenstevredenheid in rekening brengt.

Duurzame ontwikkeling is ontwikkeling die aansluit op de behoeften van het heden zonder het vermogen van toekomstige generaties om in hun eigen behoeften te voorzien in gevaar te brengen, aldus de definitie van de VN-commissie Brundtland uit 1987. Nadien formuleerde de VN diverse malen duurzaamheidsdoelen. Ook in 2015 zijn door de Verenigde Naties duurzameontwikkelingsdoelstellingen vastgesteld.
Duurzaamheid gaat over de schaarste van de hulpbronnen waarmee welvaart wordt voortgebracht, zowel nu als in de toekomst. De oppervlakte van de aarde is eindig; grondstoffen kunnen op raken; en de opnamecapaciteit van de atmosfeer en onze natuurlijke omgeving kent haar grenzen.
De termen duurzaamheid en duurzaam gebruik komen van oorsprong uit de bosbouw. Later zijn ze ook in de visserijbiologie gebruikt. In beide gevallen was de betekenis verwant met begrippen uit de ecologie. Het ging er om de natuur zodanig te beheren dat de natuurlijke structuren en processen niet principieel werden aangetast. Concreet: aan visgronden en bossen mocht niet méér vis of hout worden onttrokken dan er door natuurlijke aanwas vanzelf weer bij zou komen. Het respecteren van deze ‘gebruiksruimte’ betekent dat ook toekomstige generaties er gebruik van kunnen blijven maken.
Bij duurzame ontwikkeling is dus sprake van een ideaal evenwicht tussen ecologische, economische en sociale belangen. Alle ontwikkelingen die op technologisch, economisch, ecologisch, politiek of sociaal vlak bijdragen aan een gezonde aarde met welvarende bewoners en goed functionerende ecosystemen zijn duurzaam.

## Geschiedenis
'Duurzame ontwikkeling' is het kernbegrip in het rapport 'Our Common Future', dat in 1987 werd uitgebracht door de VN-Commissie Brundtland, maar is al eerder gebruikt, bijvoorbeeld door de IUCN. Dit rapport staat ook wel bekend als het Brundtland-rapport, genoemd naar de Noorse ex-premier Gro Harlem Brundtland, die voorzitter was van deze commissie. Brundtland legde een duidelijke verbinding tussen economische groei, milieuvraagstukken en armoede- en ontwikkelingsproblematiek. Het rapport stelt dat armoede een belemmering vormt voor duurzaam gebruik van de natuurlijke omgeving en dat integratie van natuurbehoud en economische ontwikkeling nodig is voor duurzame ontwikkeling.
Een andere mijlpaal was het Biodiversiteitsverdrag van Rio de Janeiro in 1992. De lidstaten spraken op deze VN-conferentie af om nieuw beleid te ontwikkelen voor milieu en ontwikkeling. Het nieuwe ontwikkelingspatroon dat voor alle landen werd vastgesteld, werd duurzame ontwikkeling genoemd.
In 2002 werd de grootste VN-conferentie tot dan toe gehouden: de Wereldtop voor duurzame ontwikkeling in Johannesburg, Zuid-Afrika.
Tijdens deze conferenties werd vastgesteld dat het niet vanzelfsprekend is dat de huidige welvaart in westerse landen tot in lengte van dagen op hetzelfde hoge peil kan worden gehouden. Dit komt door de schaarste van de hulpbronnen, waarmee we dus verantwoord moeten omgaan. We dienen al onze hulpbronnen efficiënter te gaan gebruiken en zuiniger om te springen met energie en biodiversiteit. Daarnaast moeten we investeren in kennis en onderwijs, zodat er technologieën kunnen worden ontwikkeld waarmee latere generaties met minimale inzet van schaarse grondstoffen en fossiele energie een aanvaardbaar welvaartsniveau voor zichzelf kunnen creëren.
Duurzaamheid wordt gekenmerkt door grote onzekerheden over de toekomst. Duurzaamheid gaat namelijk over de lange termijn en hoe langer de termijn, hoe groter de onzekerheden. Vooral als het gaat om demografie, technologische ontwikkelingen en de draagkracht van onze leefsystemen.

## Duurzame ontwikkeling in Nederland
Vanaf de Tweede Wereldoorlog zijn het gemiddelde inkomen, en het gezondheids- en opleidingsniveau in Nederland aanzienlijk toegenomen. De kwaliteit van bodem, water en lucht is in de naoorlogse decennia in een aantal opzichten sterk verslechterd en na circa 1980 deels weer verbeterd. Toch ondervindt Nederland, als dichtbevolkt land, vergeleken met Europa nog relatief veel schade aan natuur en gezondheid door de milieuvervuiling, (bijvoorbeeld fijnstof).
De grootste ‘zorgen voor morgen’ zijn dan de vervuiling van het milieu, de klimaatverandering, het verlies van biodiversiteit en het op raken van grondstoffen. Vooral de problemen op het vlak van klimaatverandering en biodiversiteit zijn lastig  op te lossen, omdat hiervoor een internationale aanpak nodig is. Dat mondiale duurzaamheidsproblemen - ondanks de vele VN-conferenties - niet altijd even makkelijk gezamenlijk kunnen worden opgelost, blijkt alleen al uit het feit dat de VS weigerde om het - voor de bestrijding van het versterkte broeikaseffect - zo belangrijke Kyoto-protocol te ratificeren, uit angst voor een terugval van de Amerikaanse economie. Ook andere landen zijn terughoudend bij het goedkeuren of implementeren van  internationale verdragen.
In de Nederlandse natuur is op het land nog maar 15% van het oorspronkelijke aantal soorten dieren en planten over. Ook in de rest van de wereld staat de nog aanwezige biodiversiteit zwaar onder druk, vooral als gevolg van de landbouw. Met de huidige trends zal het tempo van biodiversiteitsverlies waarschijnlijk zelfs versnellen. Ook Nederland legt via consumptieve bestedingen een relatief groot beslag op de natuurlijke hulpbronnen van andere landen. 
Wat de beste route naar mondiale duurzaamheid is, is omstreden. Sommigen pleiten bijvoorbeeld voor een hoogtechnologische efficiënte samenleving, met als onderdeel een op sommige plekken geconcentreerde zeer productieve landbouw. Lokale of regionale verhoging van energiezuinige en schone landbouwproductiviteit per m² kan gunstig zijn voor het armoede- en voedselvraagstuk en voor de biodiversiteit elders. Het uitbreiden van landbouwgronden in de tropen leidt immers in veel gevallen tot verlies van leefgebied voor wilde dieren en -planten.  
Daarnaast zijn er degenen die voor andere, meer fundamentele oplossingen pleiten. Zij zien de inzet van meer technologie, zoals genetische manipulatie of geo-engineering, niet als de (belangrijkste) oplossing. Naar hun idee begint een duurzame, ecologisch, sociaal, politiek en economisch verantwoorde ontwikkeling met het anders organiseren van de consumptie, distributie en productie en met het accepteren van grenzen aan de (economische) groei.  
Duurzaamheid en duurzame ontwikkeling zijn de afgelopen twintig jaar gevestigde begrippen geworden. Veel producten kunnen duurzaam geproduceerd worden. Dit varieert van duurzaam voedsel (in Nederland onder meer met het eco- en fairtrade-label), tot duurzaam bouwen, en van duurzaam beleggen en duurzaam bankieren tot duurzame energie. Er wordt tegenwoordig zelfs geëxperimenteerd met een duurzaam nationaal inkomen. In het bedrijfleven is meer aandacht gekomen voor maatschappelijk verantwoord ondernemen, waarvan het maken van een jaarlijks duurzaamheidsverslag een onderdeel kan zijn.
Nederland gebruikt verhoudingsgewijs veel grondstoffen uit lagelonenlanden in Afrika, Zuid-Azië en Latijns-Amerika en heeft daarmee een grote ecologische voetafdruk. Het aandeel van natuurlijke hulpbronnen uit invoer per persoon behoort tot de hoogste in Europa. Na bewerking tot eindproduct wordt die invoer overigens voor een groot deel weer uitgevoerd naar andere Europese landen. Enerzijds draagt Nederland met deze invoer bij aan de economische ontwikkeling in de landen van waaruit wordt ingevoerd, anderzijds draagt de invoer bij aan verlies aan natuur en wordt klimaatverandering er door bevorderd. Ook zijn er negatieve effecten voor de lokale kwaliteit van lucht, water en bodem. De CO2 uitstoot die het gevolg is van consumptie door Nederlandse huishoudens is naar mondiale maatstaven groot. Ondanks het hoge consumptieniveau is het ruimtegebruik per Nederlander ongeveer gelijk aan het wereldgemiddelde. Dit komt vooral omdat zowel binnen als buiten Nederland gebruik wordt gemaakt van landbouwgronden met een hoge productiviteit. Door de hoge bevolkingsdichtheid is de totale ruimte die nodig is om de consumptie van Nederlanders voort te brengen, toch nog circa drie keer het landoppervlak van Nederland. Om de mondiale problemen van ruimtegebruik, grondstoffen en energie te verkleinen zijn er in theorie drie mogelijkheden:
1. Afname van de bevolkingsomvang.
2. Technologische ontwikkeling van consumptie- en productiemethoden die duurzaam zijn.
3. De consumptie van materiële goederen aanpassen, genoemd Consuminderen.

Anno 2020 ligt in veel landen, ook in Nederland de nadruk op het inzetten van technologie en de vrije markt. De vraag is of dit genoeg om de effecten van bevolkingsgroei, consumptie en vervuiling te  te compenseren. Ontwikkelt Nederland zich nu wel of niet in een duurzame richting? Om enig zicht op deze vraag te krijgen heeft het kabinet in het kader van de Kabinetsbrede Aanpak Duurzame Ontwikkeling (KADO) aan het Centraal Bureau voor de Statistiek en de Planbureaus (Centraal Planbureau, Planbureau voor de Leefomgeving en Sociaal en Cultureel Planbureau) gevraagd om een Monitor Duurzaam Nederland te maken, waarin de hulpbronnen in kaart worden gebracht die voor de huidige en toekomstige generaties van belang zijn in hun streven naar welvaart. In deze 'monitor' wordt een breed welvaartsbegrip gehanteerd, waarin naast de materiële welvaart ook andere aspecten worden meegenomen, zoals vrije tijd en schone lucht.
Volgens het WNF scoort Nederland slecht op het gebied van schone technologie, zoals de toepassing van duurzame productieprocessen en producten als ledlampen en zonnepanelen. België, Duitsland, Frankrijk Spanje Slowakije, Brazilië, India en China steken Nederland de loef af.
Echter, volgens de 'Dow Jones Sustainability Indexes Review 2010' is Nederland, met deels of compleet Nederlandse bedrijven, internationaal gezien, leider in vijf van de negentien 'supersectoren'; Air France-KLM leidt in de sector 'reizen & vrije tijd', Akzo Nobel is koploper bij de chemiebedrijven, Koninklijke Philips Electronics N.V. voert de lijst aan bij de categorie 'persoonlijke en huishoudelijke goederen', TNT N.V. was de beste binnen de categorie 'industriële goederen en diensten', en Unilever N.V. kreeg de hoogste uitslag binnen de categorie 'voedsel- en drankbedrijven'.